# 普拉特 (德国)
普拉特（德語：Plate）是德国梅克伦堡-前波美拉尼亚州的市镇，隶属于路德维希斯卢斯特-帕尔希姆县，总面积为22.14平方千米，截至2020年总人口为3324人。